# ホボクサル・モンゴル自治県
ホボクサル・モンゴル自治県（ホボクサル・モンゴル-じちけん、モンゴル語: ᠬᠣᠪᠣᠭᠰᠠᠶᠢᠷ
ᠮᠣᠩᠭᠣᠯ
ᠥᠪᠡᠷᠲᠡᠭᠡᠨ
ᠵᠠᠰᠠᠬᠤ
ᠰᠢᠶᠠᠨ　転写:Qoboɣsayir Moŋɣol öbertegen jasaqu siyan）は、中華人民共和国新疆ウイグル自治区イリ・カザフ自治州タルバガタイ地区に位置する自治県。モンゴル族による県級民族区域自治単位である。旧称は和豊県（わほうけん）。

## 行政区画
2鎮、6郷を管轄：
- 鎮：ホボクサル鎮（和布克賽爾鎮）、和什托洛蓋鎮
- 郷：夏孜蓋郷、鉄布肯烏散郷、査干庫勒郷、巴音敖瓦郷、莫特格郷、査和特郷